# Swidérien

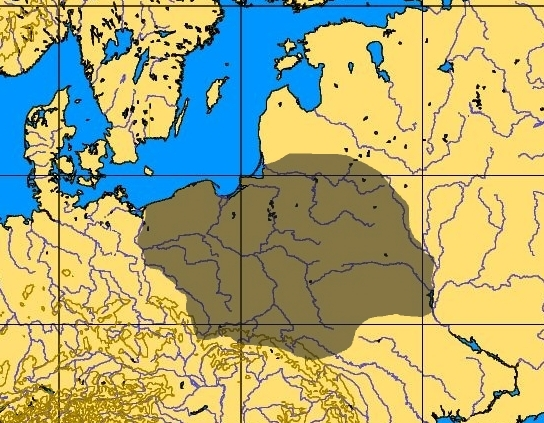
Extension de la culture swidérienne

Le Swidérien est une culture archéologique de l'Épipaléolithique européen, qui s'est développée en Pologne et aux alentours, ainsi qu'en Crimée, d'environ 11 000 à 9 000 av. J.-C. La culture mésolithique de Niémen en tirerait en partie ses origines.

## Historique
Le site-type du Swidérien est Świdry Wielkie, à Otwock, près de la rivière Świder, un affluent de la Vistule, en Mazovie (Pologne). Le Swidérien est reconnu comme une culture distinctive qui s'est développée sur les dunes de sable laissées par le recul des glaciers, à la fin du Tardiglaciaire. Rimantiene (1996) considère la relation entre le Swidérien et le Solutréen comme « remarquable, bien qu'également indirecte », contrairement au complexe Bromme-Ahrensburg (culture Lyngby), pour laquelle elle a introduit le terme « magdalénien balte », afin de rassembler toutes les autres cultures paléolithiques tardives d'Europe du Nord, qui auraient une origine commune depuis l'Aurignacien.

## Chronologie
Trois périodes peuvent être distinguées. Les lames brutes de silex du Swidérien initial se trouvent dans la région de Nowy Mlyn, dans les monts Sainte-Croix. Le Swidérien moyen apparait lors d'une extension vers le Nord et se caractérise par des lames taillées. À cette époque se forment deux aires culturelles, le Nord-Ouest de l'Europe, englobant la Belgique, les Pays-Bas, le nord-ouest de l'Allemagne, le Danemark et la Norvège, d'une part, et le Nord-Est de l'Europe, englobant la Silésie, le Brandebourg, la Pologne, la Lituanie, la Biélorussie, la Russie centrale, l'Ukraine et la Crimée, d'autre part. Le Swidérien tardif est caractérisé par des lames à dos émoussé.
Le Swidérien joue un rôle central dans la transition Paléolithique-Mésolithique. La population swidérienne semble s'être étendue à la toute fin du Pléistocène (9 700 ans av. J.-C.) en direction du Nord-Est, en suivant la toundra qui se retirait, à la fin du Dryas récent. Les datations récentes au radiocarbone prouvent néanmoins que certains groupes du complexe swidéro-ahrensbourgien sont demeurés dans la région préboréale.

## Postérité
Contrairement à l'Europe occidentale, les groupes mésolithiques qui ont habité ensuite la plaine polonaise auraient été de nouveaux arrivants. Ceci est attesté par un écart de 300 ans entre la plus récente occupation paléolithique et la plus ancienne occupation mésolithique. Le plus ancien site mésolithique est Chwalim, situé en Silésie occidentale ; il dépasse de 150 ans environ les sites mésolithiques situés plus à l'est, dans le centre et le nord-est de la Pologne. Ainsi, la population mésolithique aurait progressé à partir de l'Ouest après une pause de 300 ans, et se serait progressivement étendue vers l'Est. L'absence de bonnes matières premières pour le silex dans le Mésolithique polonais a également été interprétée comme le fait que les nouveaux arrivants ne connaissaient pas encore les meilleures sources locales de silex, ce qui prouverait leur origine exterieure.